# The Buzzhorn
The Buzzhorn — американская рок-группа, которая была образована Бертом Вебером, Райаном Мюллером, Тодом Джозефом и Робом Буэно в 1997 году. С момента образования, группа стала выступать в небольших клубах округа Милуоки. В 1998 году The Buzzhorn записывают своими силами и на свои же средства дебютный альбом под названием «A Complete Package of Action-Packed Tragedies». Запись получила много положительных отзывов от музыкальных критиков, которые так же отлично отзывались о живых выступлениях группы. В 2000 году группа своими силами записывает и издает одноименный ЕР, который выпускается небольшим тиражом и распространяется только среди знакомых и друзей группы.
Вскоре группу замечает Atlantic Records и заключает с ней контракт в январе 2001 года. А уже в июле 2002 года группа представляет свой первый сингл «Ordinary», приуроченный к выходу альбома Disconnected. Продюсером альбома становится Говард Бенсон, известный по работе с такими командами как Papa Roach, P.O.D., Cold, Hoobastank. Хотя группа не получает достаточной поддержки от лейбла, журнал Hit Parader в своей рецензии на Disconnected называет The Buzzhorn «лучшей хард-рок-группой этого года», а журнал Metal Edge оценивает релиз на 4 звезды. В поддержку альбома группа выступает на одной сцене с Seether, Injected, Deftones, Default, Джерри Кантреллом и другими. Однако, альбом по-настоящему так и не получил должного внимания из-за того, что Atlantic Records решили бросить все силы на раскрутку более тяжелого коллектива Taproot. При этом, альбом все равно был распродан тиражом более десяти тысяч копий, а песня «Ordinary», ставшая однозначным хитом, попала в саундтрек к игре Need for Speed Hot Pursuit 2. Но, после завершения контракта с Atlantic Records, The Buzzhorn распадаются.
После распада группы, Джозеф уезжает в Калифорнию, где продолжает заниматься творчеством, совмещая это с раскруткой местных групп. Вебер же возвращается в Милуоки, где присоединяется к группе King Gun, созданной участниками местной группы Big Dumb Dick. King Gun выпускают всего лишь одно демо, состоящее из трех композиций в 2004 году. Фронтмен King Gun заново собирает Big Dumb Dick в 2008 году, а Бёрт становится их новым гитаристом заменяя при этом Paris Ortiz.
15 октября 2011 года аккаунт The Buzzhorn на Facebook был обновлен в связи с подтверждением слухов о возвращении группы. Группа занимается сочинением нового материала с 1 ноября 2011 года. 9 декабря 2012 года, басистом Тодом Джозефом было официально подтверждено, что на данный момент группа написала 6 новых песен и собирается отправиться в студию для их записи в середине января 2013 года. В соответствии с заявлением, сделанным Тодом Джосефом 5 августа 2014 года на его странице в Facebook, группа официально воссоединяется. В связи с этим, будучи в оригинальном составе группа собирается дать свой первый концерт 13 сентября 2014 года, спустя 10 лет в одном из местный клубов Милуоки, чтобы отпраздновать в то же время и его предстоящее десятилетие.

## Альбомы
| Дата релиза | Название                                      | Лейбл                  |
| ----------- | --------------------------------------------- | ---------------------- |
| 1999        | A Complete Package of Action-Packed Tragedies | -                      |
| 2000        | The Buzzhorn (EP)                             | -                      |
| 2002        | Disconnected                                  | Atlantic Records / WEA |